# Lubuk Binjai
Lubuk Binjai is een bestuurslaag in het regentschap Lubuklinggau van de provincie Zuid-Sumatra, Indonesië. Lubuk Binjai telt 1058 inwoners (volkstelling 2010).